# Drávacsány
Drávacsány (horvátul: Gornji Hrašćan) falu Horvátországban, Muraköz megyében. Közigazgatásilag Drávavásárhelyhez tartozik.

## Fekvése
Csáktornyától 5 km-re, központjától Drávavásárhelytől 3 km-re nyugatra, a Dráva bal partján fekszik.

## Története
A település horvát neve a tölgy szláv nevéből  a "hrast" szóból származik, melyet valószínűleg nagy tölgyerdeiről kapott. A 17. század végén és a 18. század elején keletkezett. 1789-ben vált el a drávavásárhelyi plébániától és a miksavári plébániához csatlakozott. 1910-ben 667, többségben horvát lakosa volt, jelentős magyar kisebbséggel. 1918-ig önálló község volt, ekkor közigazgatásilag is Miksavárhoz csatolták.
1920 előtt Zala vármegye Csáktornyai járásához tartozott. 1941 és 1944 között ismét Magyarországhoz tartozott. 2001-ben 893 lakosa volt. Közülük sokan tagjai a falu ma is működő önkéntes tűzoltó egyletének. Labdarúgó klubját 1969-ben alapították, emellett teniszklub is működik itt. A falu nyugdíjas klubját 2005-ben hozták létre. A miksavári alapiskolának kihelyezett tagozata van a településen.

## Nevezetességei
- A településen két kápolna található. A Szent Márton kápolnát a 18. században, a Szent Miklós kápolnát 1882-ben építették oda, ahol korábban a szent 1747-ben készített kőszobra állt.
- A faluban még áll a kovácsműhely, ahol ma is lovakat patkolnak.

## Híres emberek
A faluban született 1870. február 24-én Josip Lončarić kanonok, teológiai professzor, egyházi író. Halálának 60. évfordulóján szülőházán emléktáblát avattak.